# Estische parlementsverkiezingen 2011
De Estische parlementsverkiezingen in 2011 werden gehouden op 6 maart. Het was mogelijk om tussen 24 februari en 2 maart gebruik te maken van e-voting.

## Achtergrond
In de voorliggende jaren was Estland zwaar getroffen door de economische crisis. De werkloosheid steeg in 2009 tot 20 procent, terwijl de productie met 14 procent daalde. Onder leiding van premier Andrus Ansip trok de export weer aan, hoewel het werkloosheidscijfer met 14 procent hoog bleef. Er werden strenge bezuinigingsmaatregelen doorgevoerd om het begrotingstekort omlaag te brengen. Het land hoefde niet te vragen om internationale hulp en trad op in januari 2011 toe tot de euro.
De zittende regering van Ansip was de eerste regering die erin slaagde om een termijn uit te zitten sinds Estland een meerpartijendemocratie was geworden. De regering van Ansip slaagde erin de verkiezingen te winnen. Zijn eigen Hervormingspartij behaalde twee zetels winst, terwijl de Centrumpartij, zijn coalitiegenoot, 3 zetels verloor. De oppositiepartijen De Unie van Pro Patria and Res Publica en de Sociaaldemocratische Partij behaalden respectievelijk 4 en 9 zetels winst. De Groenen en de Volkspartij haalden niet de kiesdrempel van 5 procent en verdwenen uit het parlement.

## Uitslag

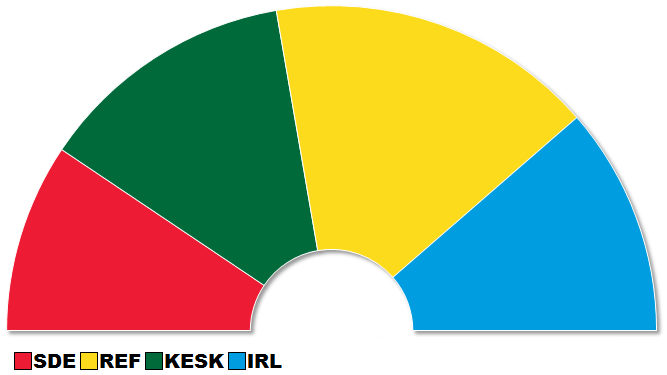
Zetelverdeling na de verkiezingen

| Partij                                 | Stemmen | %    | ±%    | zetels | verschil |
| -------------------------------------- | ------- | ---- | ----- | ------ | -------- |
| Hervormingspartij                      | 164.255 | 28,6 | ▲ 0,8 | 33     | ▲ 2      |
| Centrumpartij                          | 134.124 | 23,3 | ▼ 2,8 | 26     | ▼ 3      |
| De Unie van Pro Patria and Res Publica | 118.023 | 20,5 | ▲ 2,6 | 23     | ▲ 4      |
| Sociaaldemocratische Partij            | 98.307  | 17,1 | ▲ 6,5 | 19     | ▲ 9      |
| De Groenen                             | 21.824  | 3,8  | ▼ 3,3 | 0      | ▼ 6      |
| Volkspartij                            | 12.184  | 2,1  | ▼ 5,0 | 0      | ▼ 6      |
| Overigen                               | 26.416  | 4,6  | ▲ 2,4 | 0      | 0        |
| Totaal                                 | 575.133 | 100% |       | 101    |          |